# 2-й Зимовий міст
2-й Зимовий міст — міст через Зимову канавку, з'єднує 1-й і 2-й Адміралтейські острови в Центральному районі Санкт-Петербурга.

## Розташування
Розташований по правій (непарній) стороні набережної річки Мойки між будинками № 31 і 35. Вище за течією знаходиться 1-й Зимовий міст.
Найближча станція метрополітену — Адміралтейська.

## Назва
Назва мосту відома з 1940 року.

## Історія
У 1940 році на цьому місці, з метою пропуску святкових демонстрацій з Двірцевої площі, був зведений дерев'яний балковий міст, який складався з одного прольоту.
У 1964 році міст перебудували; тепер він став арковим, з одним прольотом, із суцільним залізобетонним склепінням за проектом інженера В. С. Ксенофонтова та архітектора Л. О. Носкова.

## Конструкція
Міст арковий, складається з одного прольоту, зведеного у вигляді косого за плануванням (оскільки Зимова канавка впадає в річку Мойку під нахилом) суцільного залізобетонного безшарнірного склепіння. Опори мосту виготовлено з монолітного залізобетону, на пальовій основі, облицьовані гранітними плитами. Загальна довжина мосту становить 20,5 м, ширина — 10,0 м. Фасади споруди облицьовано рожевим гранітом. В якості огородження встановлено глухі гранітні парапети. Покриття проїжджої частини і тротуарів — асфальтобетон.
Зовні міст повторює зовнішній вигляд сусіднього 1-го Зимового мосту, завершуючи архітектурний ансамбль Зимової канавки.